# Potamodytes lokis
Potamodytes lokis là một loài bọ cánh cứng trong họ Elmidae. Loài này được Wiezlak miêu tả khoa học năm 1987.